# 1812 год в литературе

## Книги
- «Берег» — произведение Ипполита Богдановича (посмертная публикация).
- «Неопытная Муза» — сборник стихотворений Анны Буниной (2-я часть).
- «Светлана» — баллада Василия Жуковского (опубликована в 1813).

## Родились
- 23 декабря 1811 (4 января 1812) — Евдокия Петровна Ростопчина, поэтесса (умерла в 1858).
- 7 февраля — Чарльз Диккенс, английский писатель (умер в 1870).
- 19 февраля — Зыгмунт Красинский, польский поэт (умер в 1859).
- 27 марта — Панаев Иван Иванович, русский писатель, литературный критик, журналист (умер в 1862).
- 25 марта (6 апреля) — Александр Иванович Герцен, русский писатель, публицист, философ (умер в 1870).
- 20 апреля — Джузеппе Барилли, итальянский учёный и писатель.
- 7 мая — Роберт Браунинг, английский поэт (умер в 1889).
- 1 июня — Срезневский, Измаил Иванович, русский филолог-славист и историк (умер в 1880).
- 6 (18) июня — Иван Александрович Гончаров, русский писатель (умер в 1891).
- 16 июля — Векослав Бабукич, хорватский писатель (умер. в 1875).
- 20 июля — Луиза Энн Мередит, британско-австралийская писательница, поэтесса (умерла в 1895).
- 28 июля — Юзеф Игнацы Крашевский, польский писатель, публицист, историк (умер в 1887).
- 1 ноября — Герман фон Гильм-цу-Розенегг, австрийский поэт-лирик (умер в 1864).
- 11 декабря — Кориолан Ардуэн, гаитянский поэт (умер в 1835).

## Без точной даты
- Мария Хосефа Мухия, боливийская поэтесса, писательница, переводчик (умерла в 1888).
- У Поун Нья, бирманский писатель, поэт, драматург.

## Умерли
- 28 февраля — Иоганн Вильгельм фон Архенгольц, немецкий писатель и историк (родился в 1743).